# Haverrotssläktet
Haverrotssläktet (Tragopogon) är ett släkte i familjen korgblommiga växter med 100–150 arter i Eurasien och Nordafrika.
Växtens vetenskapliga släktnamn Tragopogon betyder "bockskägg", och åt samma håll pekar namnet "haverrot", som kommer från det fornnordiska hafr, "bock". Precis som antyds av detta namn har växtens rot en viss betydelse: den är ätlig och sötaktigt saftig.

## Bildgalleri

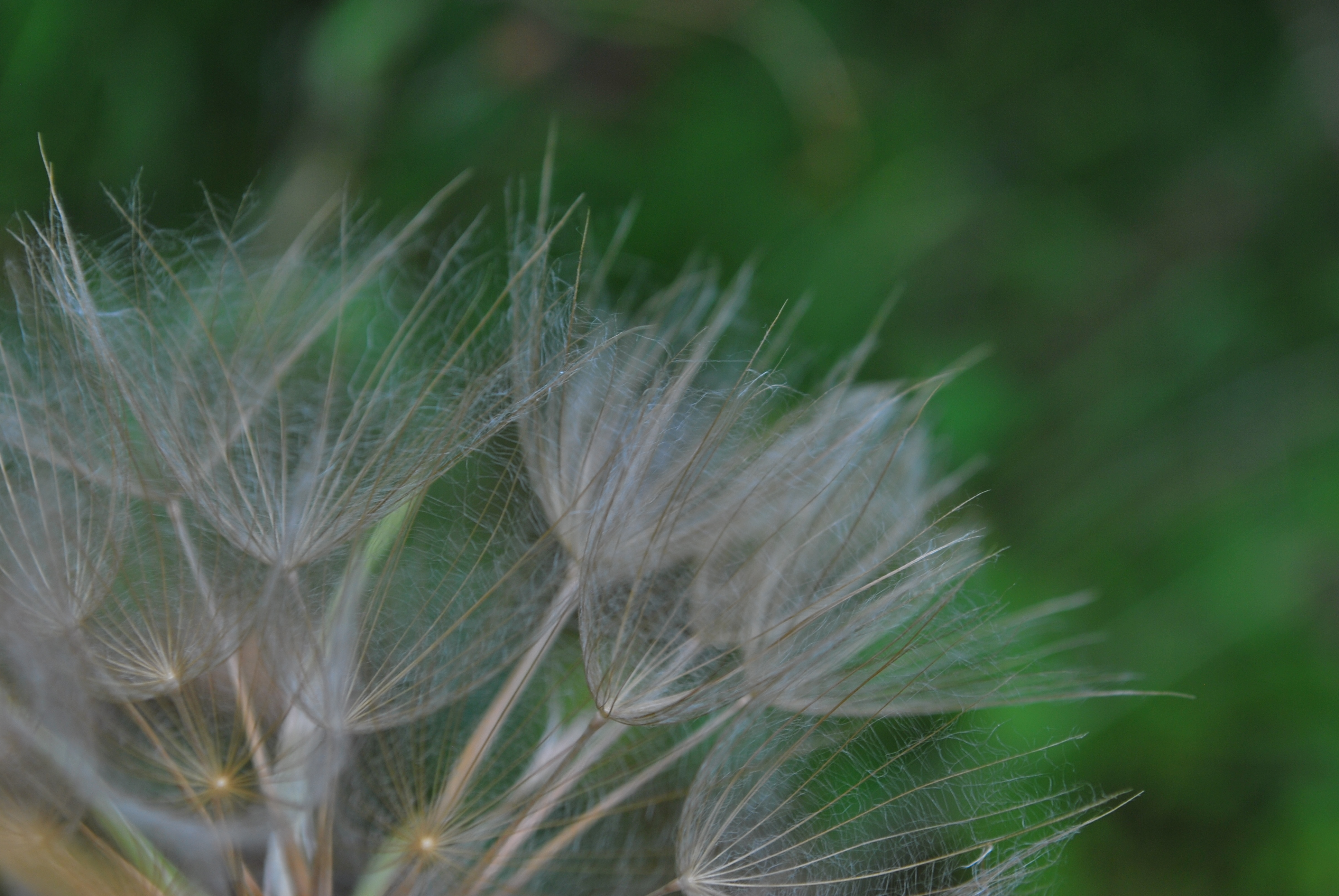
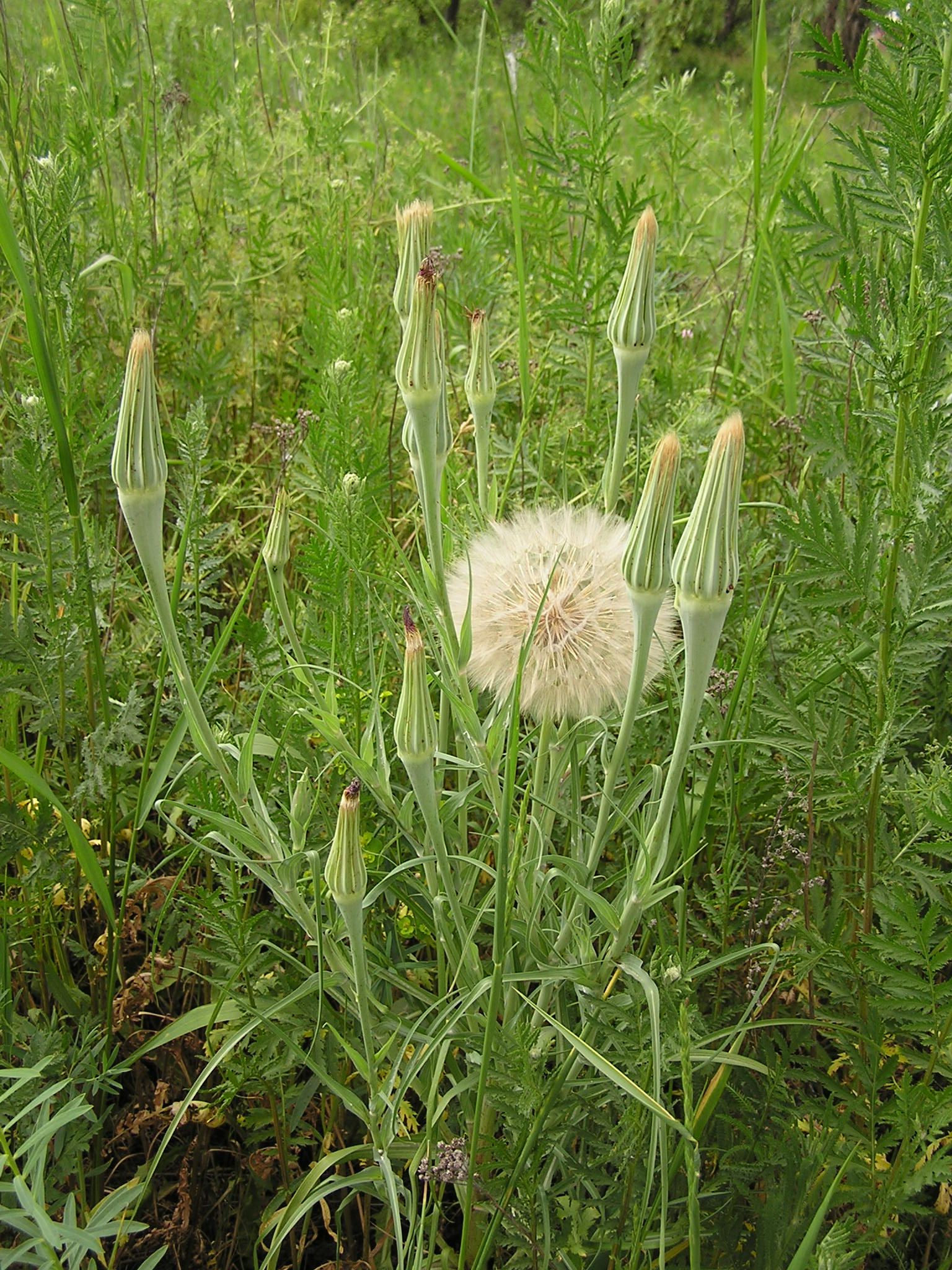
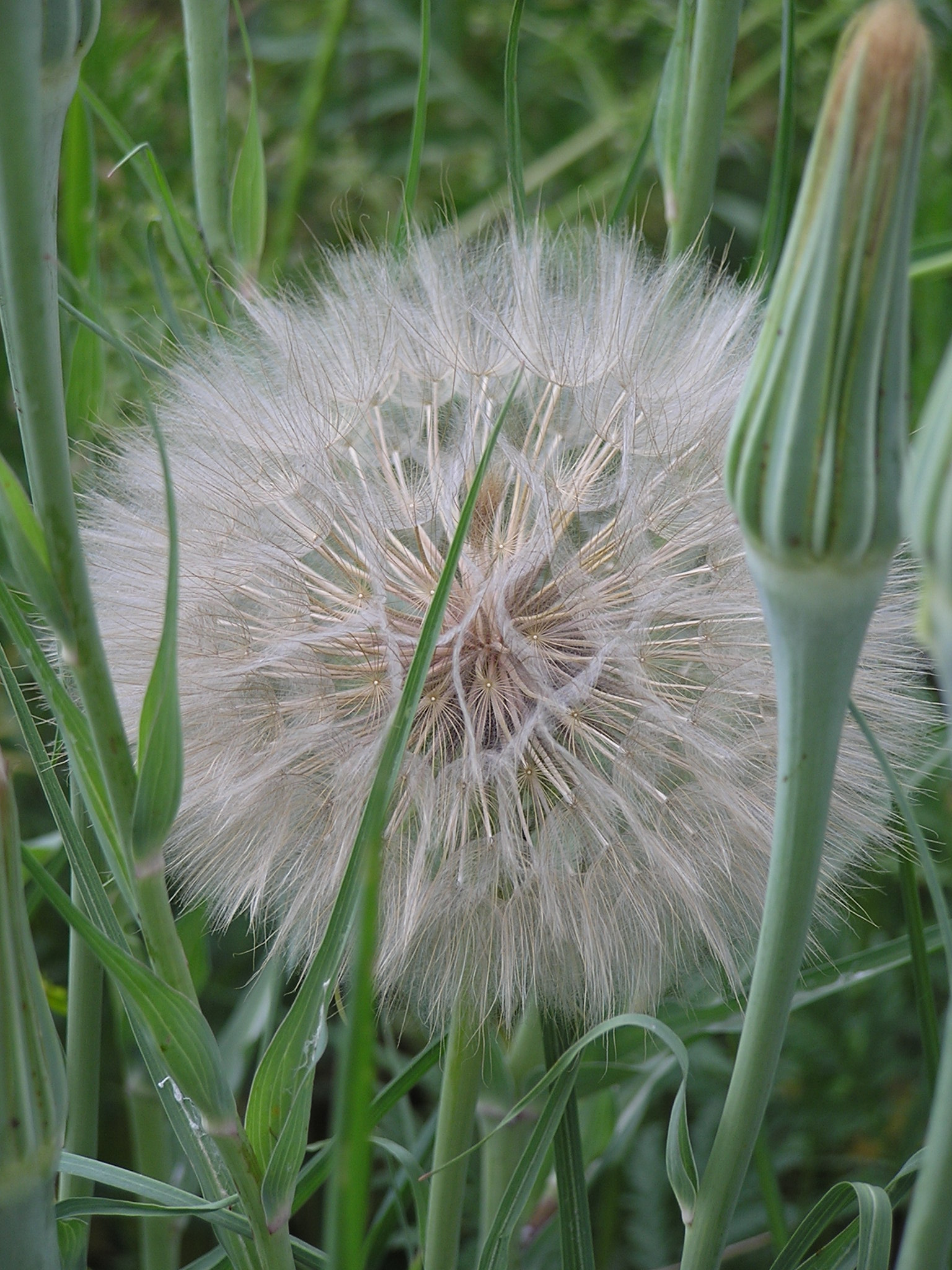
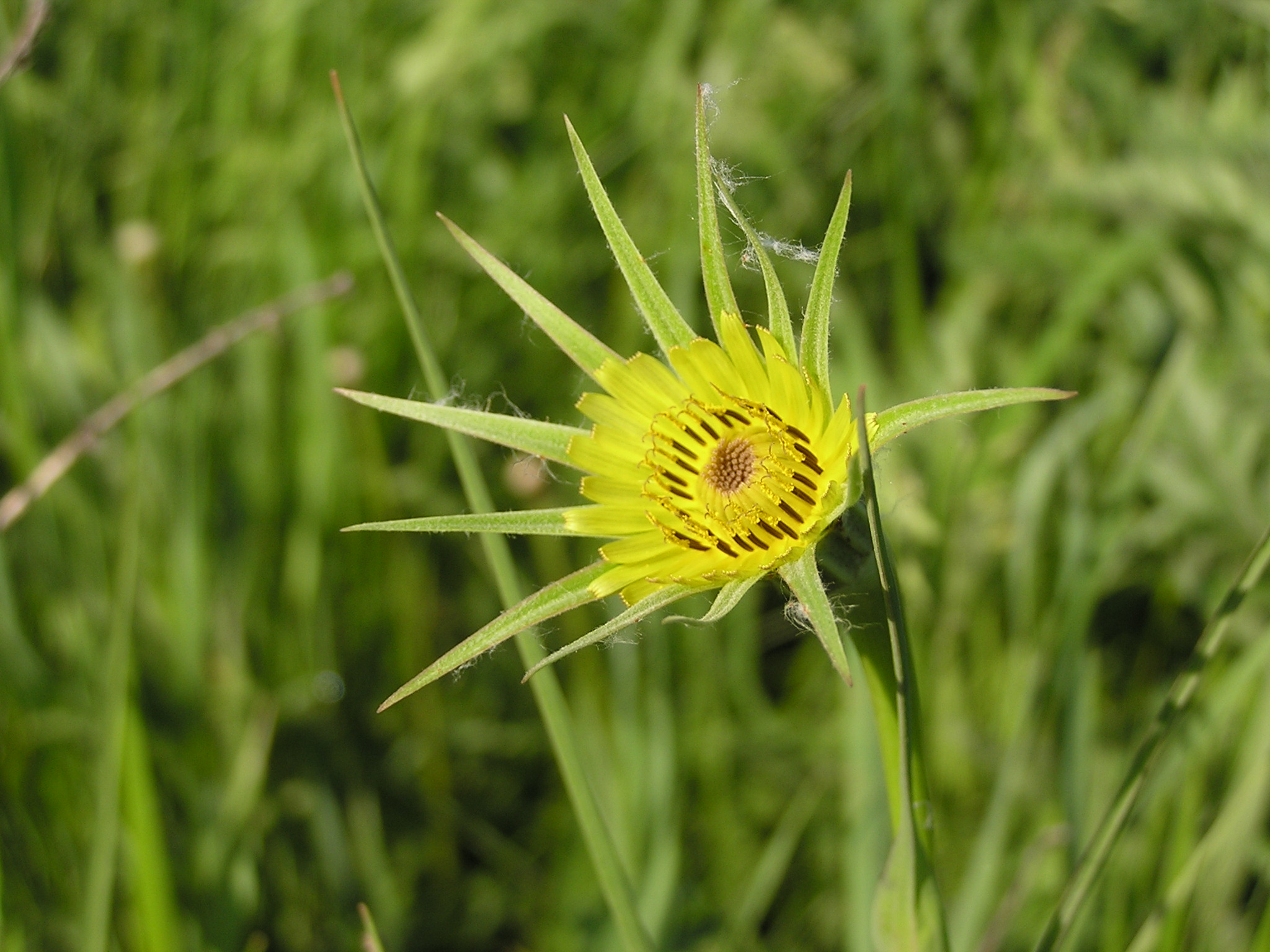
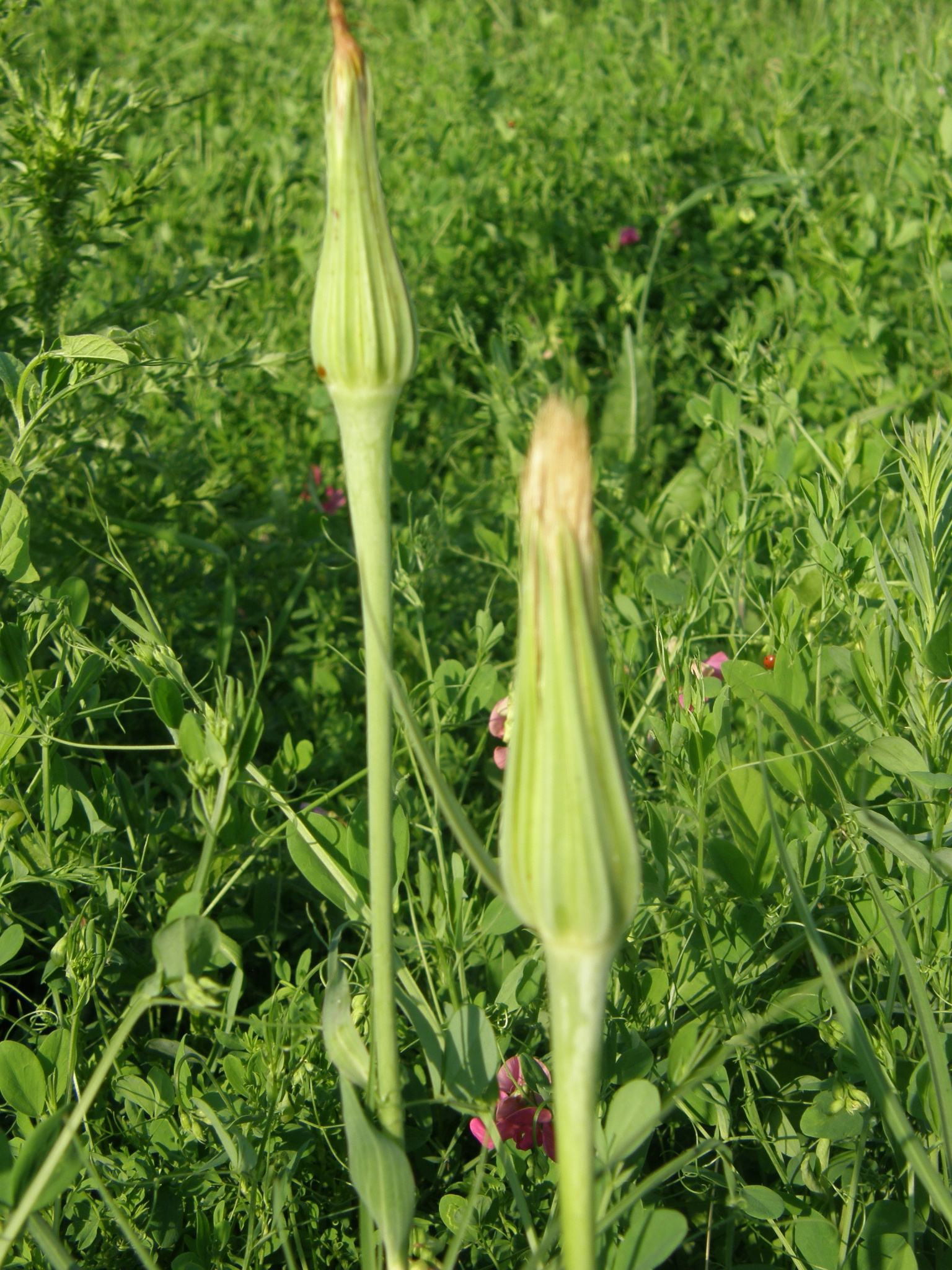
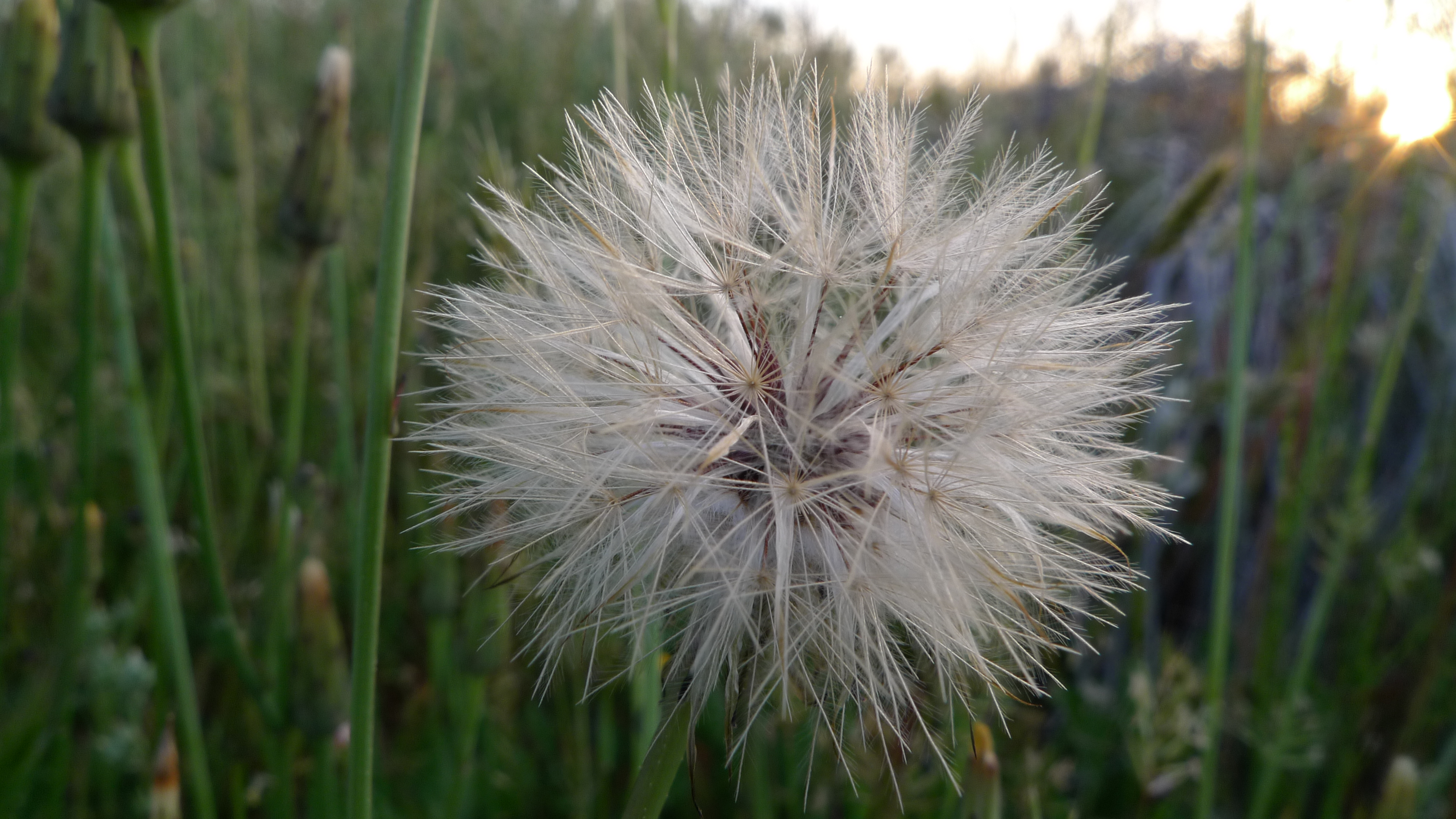

## Dottertaxa till Haverrötter, i alfabetisk ordning[1]
- Tragopogon acanthocarpus
- Tragopogon afghanicus
- Tragopogon alaicus
- Tragopogon albinervis
- Tragopogon albomarginatus
- Tragopogon angustifolius
- Tragopogon armeniacus
- Tragopogon aureus
- Tragopogon badachschanicus
- Tragopogon bakhtiaricus
- Tragopogon balcanicus
- Tragopogon bischoffii
- Tragopogon bjelorussicus
- Tragopogon bombycinus
- Tragopogon bornmuelleri
- Tragopogon borysthenicus
- Tragopogon brevirostris
- Tragopogon buphthalmoides
- Tragopogon capitatus
- Tragopogon caricifolius
- Tragopogon castellanus
- Tragopogon cazorlanus
- Tragopogon charadzeae
- Tragopogon colchicus
- Tragopogon collinus
- Tragopogon coloratus
- Tragopogon conduplicatus
- Tragopogon crantzii
- Tragopogon cretaceus
- Tragopogon crocifolius
- Tragopogon dasyrhynchus
- Tragopogon duarius
- Tragopogon dubianskyi
- Tragopogon elatior
- Tragopogon elongatus
- Tragopogon erostris
- Tragopogon fibrosus
- Tragopogon filifolius
- Tragopogon floccosus
- Tragopogon gaudanicus
- Tragopogon gongylorrhizus
- Tragopogon gorskianus
- Tragopogon gracilis
- Tragopogon graminifolius
- Tragopogon grandanicus
- Tragopogon haussknechtii
- Tragopogon hayekii
- Tragopogon heteropappus
- Tragopogon heterospermus
- Tragopogon hispidus
- Tragopogon hortensis
- Tragopogon humilis
- Tragopogon hybridus
- Tragopogon idae
- Tragopogon jesdianus
- Tragopogon karelinii
- Tragopogon karjaginii
- Tragopogon kashmirianus
- Tragopogon kemulariae
- Tragopogon ketzkhovelii
- Tragopogon kindingeri
- Tragopogon kopetdaghensis
- Tragopogon kotschyi
- Tragopogon kultiassovii
- Tragopogon kurdistanicus
- Tragopogon lacaitae
- Tragopogon lamottei
- Tragopogon lassithicus
- Tragopogon latifolius
- Tragopogon leonidae
- Tragopogon leucanthus
- Tragopogon longifolius
- Tragopogon macropogon
- Tragopogon makaschwilii
- Tragopogon malikus
- Tragopogon marginatus
- Tragopogon marginifolius
- Tragopogon maturatus
- Tragopogon meskheticus
- Tragopogon mirabilis
- Tragopogon mirus
- Tragopogon miscellus
- Tragopogon montanus
- Tragopogon mutabilis
- Tragopogon neglectus
- Tragopogon neohybridus
- Tragopogon nervosus
- Tragopogon oligolepis
- Tragopogon olympicus
- Tragopogon orientalis
- Tragopogon otschiaurii
- Tragopogon paradoxus
- Tragopogon perpusillus
- Tragopogon phaeus
- Tragopogon pichleri
- Tragopogon podolicus
- Tragopogon porphyrocephalus
- Tragopogon porrifolius
- Tragopogon pratensis
- Tragopogon pseudocastellanus
- Tragopogon pseudomajor
- Tragopogon pterocarpus
- Tragopogon pterodes
- Tragopogon pusillus
- Tragopogon raginatus
- Tragopogon rechingeri
- Tragopogon reticulatus
- Tragopogon rezaiyensis
- Tragopogon ruber
- Tragopogon ruthenicus
- Tragopogon sabulosus
- Tragopogon samaritanii
- Tragopogon scoparius
- Tragopogon scorzonerifolius
- Tragopogon segetum
- Tragopogon segetus
- Tragopogon serawschanicus
- Tragopogon serotinus
- Tragopogon sibiricus
- Tragopogon silesiacus
- Tragopogon soltisiorum
- Tragopogon songoricus
- Tragopogon sosnowskyi
- Tragopogon stribrnyi
- Tragopogon stroterocarpus
- Tragopogon subacaulis
- Tragopogon subalpinus
- Tragopogon tanaiticus
- Tragopogon tomentosulus
- Tragopogon tommasinii
- Tragopogon trachycarpus
- Tragopogon tuberosus
- Tragopogon turkestanicus
- Tragopogon ucrainicus
- Tragopogon undulatus
- Tragopogon vaginatus
- Tragopogon verrucosobracteatus
- Tragopogon villosus
- Tragopogon vulgaris
- Tragopogon vvedenskyi